# Mossibougou
Mossibougou, également orthographié Mossidougou ou Moussabougou, est une commune située dans le département de Fô de la province du Houet dans la région du Hauts-Bassins au Burkina Faso.